# Fort Coffee (Oklahoma)
Fort Coffee es un pueblo ubicado en el condado de Le Flore en el estado estadounidense de Oklahoma. En el año 2010 tenía una población de 424 habitantes y una densidad poblacional de 25,39 personas por km².

## Geografía
Fort Coffee se encuentra ubicado en las coordenadas 35°17′57″N 94°34′48″O / 35.299124, -94.580011.

## Demografía
Según la Oficina del Censo en 2000 los ingresos medios por hogar en la localidad eran de $26,827 y los ingresos medios por familia eran $31,528. Los hombres tenían unos ingresos medios de $26,094 frente a los $22,344 para las mujeres. La renta per cápita para la localidad era de $14,039. Alrededor del 30.6% de la población estaban por debajo del umbral de pobreza.